# Епіфора
Епі́фора (грец. έπιφορά — перенесення, повторення) — стилістична фігура, що являє собою повторення тих самих слів, звукових сполучень, словосполучень наприкінці віршових рядків, строф у великих поетичних творах (в романі у віршах), фраз — у прозі чи драмі. Вживається задля увиразнення художнього мовлення. У поетичному творі епіфора часто зливається з римою, зокрема в ліриці народів Сходу (газель).
По своїй формі епіфора є протилежною іншій стилістичній фігурі — анафорі. Епіфора у поєднанні з анафорою називається симплокою.

## Приклади
Епіфора в поезії
Що тепер всім воля, –

Врізали вам поля,

В головах тополя,

А голів нема— Павло Тичина
...Завтра рано

Заревуть дзвіниці

В Україні, — завтра рано

До церкви молиться

Підуть люди, — завтра ж рано

Завиє голодний

Звір в пустині...— Тарас Шевченко, «На Різдво»
Епіфора у прозі
І довго стояв тут козак, на воду дивився, та думав, та слухав, та все любив. І ображався і жалів, і все любив. Сильніше від гніву, туги, образи була любов.— Марко Вовчок